# Зелёная революция

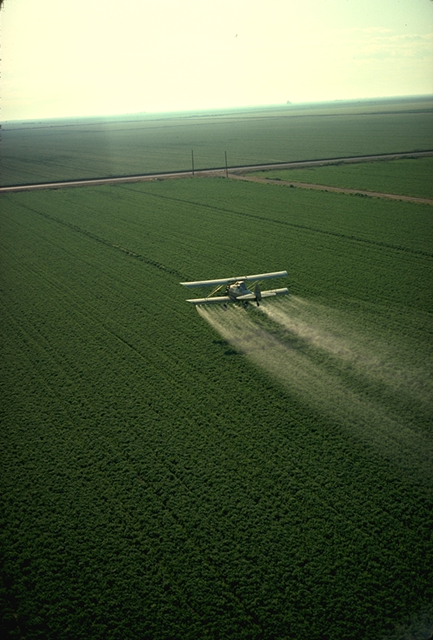
После Второй мировой войны новые сельскохозяйственные технологии, в том числе пестициды и удобрения, а также новые сорта высокоурожайных культур, значительно увеличили производство продуктов питания в некоторых регионах Глобального Юга

Зелёная револю́ция или Третья аграрная революция — комплекс изменений в сельском хозяйстве развивающихся стран, имевший место в 1940-х — 1970-х годах, который привёл к значительному увеличению мировой сельскохозяйственной продукции. Включал в себя активное выведение более продуктивных сортов растений и их внедрение в производство, расширение орошения, применение удобрений, пестицидов, внедрение новых методов культивирования, включая механизацию.

## История
Термин был введён бывшим директором Агентства США по международному развитию Вильямом Гаудом в 1968 году.
Начало Зелёной революции было положено в Мексике в 1943 году сельскохозяйственной программой мексиканского правительства и Фонда Рокфеллера. Крупнейших успехов по этой программе достиг Норман Борлоуг, выведший множество высокоэффективных сортов пшеницы, в том числе с коротким стеблем, устойчивую к полеганию. К 1951—1956 годам Мексика полностью обеспечила себя зерном и начала его экспорт, за 15 лет урожайность зерновых в стране выросла в 3 раза. Разработки Борлоуга были использованы в селекционной работе в Колумбии, Индии, на Филиппинах, в Пакистане, в 1970 году Борлоуг получил Нобелевскую премию мира.
В 1963 году на базе мексиканских исследовательских учреждений был создан Международный центр улучшения кукурузы и пшеницы (CIMMYT), активно способствующий распространению Зелёной революции.

## Значение
Зелёная революция позволила не только прокормить увеличивающееся население Земли, но и улучшить его качество жизни. Так, Шишков Ю. В. говорит о том, что данная революция, а также развитие аквакультуры позволили смягчить нехватку большинства продуктов. Наконец, появилась надежда на то, что производство продовольственных товаров можно нарастить темпами, соответствующими росту населения.

## Последствия
В то же время из-за широкого распространения минеральных удобрений и пестицидов возникли проблемы экологического характера.
Интенсификация земледелия нарушила водный режим почв, что вызвало масштабное засоление и опустынивание. Ядохимикаты на основе меди и серы, вызывающие загрязнение почвы тяжёлыми металлами, к середине XX века были заменены ароматическими, гетероциклическими, хлор- и фосфорорганическими соединениями (малатион, дихлорфос, ДДТ и др.). В отличие от более старых препаратов эти вещества действуют в более низкой концентрации, что позволило снизить расходы на химическую обработку. Многие из этих веществ оказались устойчивыми и плохо разлагались биотой.
Показательный пример — ДДТ. Это вещество было найдено даже у животных Антарктиды, в тысячах километров от ближайших мест применения этого химиката.
Джон Зерзан, известный идеолог анархо-примитивизма и отрицатель цивилизации, пишет о своей оценке Зелёной Революции в эссе «Агрокультура: демонический двигатель цивилизации»[значимость факта?]:

Ещё одним послевоенным феноменом стала Зелёная Революция, заявленная в качестве спасения доведенных до нищеты стран «третьего мира» с помощью американского капитала и технологий. Но вместо того, чтобы накормить голодающих, Зелёная Революция выгнала миллионы жертв программы, поддерживающей крупные корпоративные фермы, с пахотных земель Азии, Латинской Америки и Африки. Результатом стала чудовищная технологическая колонизация, поставившая мир в зависимость от капиталоемкого сельскохозяйственного бизнеса и уничтожившая прежние земледельческие общины. Появилась нужда в обширных затратах ископаемого топлива и, в конце концов, эта колонизация обернулась беспрецедентным насилием над природой.

По мнению специалистов ФАО (2015 г.), производственная база сельского хозяйства в последние годы является крайне нестабильной на фоне признаков истощения подземных вод, загрязнения окружающей среды и утраты биоразнообразия, что свидетельствует о конце модели «зеленой революции». Между тем, чтобы прокормить растущее население мира, к 2050 г. потребуется увеличить глобальное производство продовольствия на 60 %, в основном на уже существующих пахотных землях и в условиях изменения климата. Выход специалисты ФАО видят в переходе на экологически чистое сельское хозяйство, с использованием естественных экосистемных процессов.

## Вторая зелёная революция
Итогом Зелёной революции стал значительный рост урожайности некоторых агрокультур в различных регионах мира, однако потенциал роста был использован лишь частично. Остаются актуальными задачи увеличения урожайности от применения новых технологий. Как следствие, продолжаются исследования с целью скорректировать негативные или неполные эффекты, выявленные в процессе Зелёной революции. К положительным результатам в этом направлении привели, на первый взгляд, эксперименты по созданию «системы рисовой интенсификации» (англ. «System of Rice Intensification»
, открытие технологии «направленной селекции ДНК-маркеров» (англ. «Marker-assisted selection»), развитие межнаучной дисциплины агроэкологии; также, ведётся работа по замещению или исключению вредоносных компонентов в уже используемых технологиях и по внедрению в них новых, полученных в результате открытий. Текущие усилия правительств, стремящихся модернизировать свой агропромышленный комплекс, включают меры по сближению доходов в промышленном и аграрном секторах экономики, по плотной интеграции мелких производителей в цепочку добавленной стоимости и по защите свободной конкуренции на рынке сельхозпродукции. Однако в слаборазвитых странах необходимую модернизацию аграрной системы на волне «Второй зелёной революции» тормозят хронический дефицит продовольствия и финансов и высокий уровень коррупции. Статистический прогноз показывает, что если к 2050 году население, как ожидается, увеличится на 30 %, производство сельхозпродукции потребуется увеличить соответственно на 70 %, чтобы сохранить такой же уровень потребления. Задачей Второй зелёной революции в таких условиях становится, наряду с внедрением более эффективных технологий, выработка общественной терпимости к использованию пестицидов.